# Adrian Lewis
Adrian Lewis (* 21. Januar 1985 in Stoke-on-Trent, Staffordshire) ist ein englischer Dartspieler. 2011 und 2012 gewann er die PDC-Weltmeisterschaft.

## Werdegang
Adrian Lewis startete seine Profikarriere bei der Professional Darts Corporation im Jahr 2004. Er ist ein Schützling von Phil Taylor, der wie Lewis in Stoke-on-Trent geboren wurde. Sie trainierten einige Jahre miteinander, seit der PDC World Darts Championship 2007 gehen sie allerdings getrennte Wege.
Sein Spitzname lautet „Jackpot“. Diesen erhielt er, weil er in einem Casino in Las Vegas im Jahr 2005 den Jackpot von 75.000 $ am Einarmigen Banditen knackte, diesen aber nicht ausbezahlt bekam, weil er noch nicht das notwendige Alter von 21 Jahren hatte, um in Amerika an Glücksspielen teilnehmen zu dürfen.
Bei seiner ersten Teilnahme an der Weltmeisterschaft im Jahr 2006 erreichte er gleich das Viertelfinale, musste sich dort allerdings Peter Manley geschlagen geben. Das Spiel sorgte für Kontroversen, da Lewis die Bühne zwischenzeitlich für einige Minuten verließ, als Manley ihn während des Werfens angesprochen und somit irritiert hatte. Zudem warf Lewis in diesem Spiel eine blind-180, den dritten Pfeil warf er also schon im Wegschauen zusätzlich zu den ersten beiden Darts in das Triple-20er-Segment.
Sein erstes großes Finale erreichte Lewis im Jahr 2008, verlor jedoch das Finale der European Darts Championship gegen seinen früheren Mentor Taylor mit 5:11.
Beim World Grand Prix 2010 gelang ihm ein weiterer Einzug in ein Finale, wobei er Phil Taylor im Halbfinale bezwang. Dies war sein erster Sieg über seinen Mentor bei einem Major-Turnier und erst sein dritter Erfolg überhaupt gegen ihn in sechs Jahren sowie der erste Sieg seit drei Jahren gegen Taylor. Im Finale verlor er allerdings gegen James Wade.
Bei der PDC World Darts Championship 2011 gelang ihm der bis dato größte Erfolg in seiner Karriere: Er gewann das Finale gegen den Schotten Gary Anderson mit 7:5. Für den Sieg erhielt Lewis 200.000 £. Außerdem gelang ihm im dritten Leg des ersten Satzes als erstem Spieler in einem WM-Finale ein Nine dart finish, was ihm zusätzlich 10.000 £ einbrachte. Ein weiterer Neun-Darter vor laufenden Kameras in diesem Kalenderjahr gelang ihm im Halbfinale der European Darts Championship 2011 gegen Raymond van Barneveld.
Bei der PDC World Darts Championship 2012 erreichte er ein weiteres Mal das Finale. Dort besiegte er seinen Landsmann Andy Hamilton mit 7:3 und konnte seinen Titel erfolgreich verteidigen. Er war zu diesem Zeitpunkt nach Phil Taylor erst der zweite Dartspieler, dem dies gelang und wurde mit 26 Jahren der jüngste Doppelweltmeister in der Geschichte der PDC.
Bei der PDC World Darts Championship 2013 spielte Lewis nach einem zuvor eher schwächeren Jahr 2012 wieder auf höchstem Niveau, was Parallelen zu seinen bisherigen Saisons widerspiegelte, in denen er ebenfalls seine stärkste Form vor allem bei den Weltmeisterschaften zeigte. Im Viertelfinale dieses Turniers traf er auf Michael van Gerwen, dessen Durchbruch bei ebendiesem Turnier und vor allem in diesem Match gelang. Beide spielten einen 3-Dart-Average von etwa 100 Punkten, was zu dieser Zeit als besonders hoch eingeschätzt wurde. Die Begegnung lebte zudem von ihrer immensen Spannung, beide gewannen ihre Sätze quasi im Gleichschritt. Beim Stand von 4:4 Sets und 2:1 Legs schien sich der erfahrenere Lewis den entscheidenden Vorsprung herausgearbeitet zu haben und erspielte sich zwei Matchdarts auf die Doppel 20. Diese verfehlte er jedoch und van Gerwen schaffte daraufhin ein 83er-Finish und das 2:2 in den Legs. Diesen mentalen Vorteil nutzte van Gerwen dann auch zum Sieg in der Verlängerung (4:2 Legs). Lewis konnte nach einer 15 Spiele-Siegesserie bei Weltmeisterschaften seinen Titel nicht erneut verteidigen, van Gerwen wurde in diesem Jahr Vizeweltmeister.
Im Finale der European Darts Championship 2013 besiegte er Titelverteidiger Simon Whitlock mit 11:6 nach Legs und sicherte sich seinen ersten Major-Titel seiner Karriere, abgesehen von seinen WM-Triumphen. Das World Matchplay konnte Lewis noch nicht für sich entscheiden, allerdings stand er im Jahre 2013 im Finale, in dem er Phil Taylor unterlag. Dabei nahm er auch Revanche an van Gerwen für das verlorene WM-Viertelfinale ein halbes Jahr zuvor, indem er ihn mit 17:15 Legs im Halbfinale des Turniers bezwang.
Die WM 2014 lief erneut auf einen Zweikampf zwischen van Gerwen und Lewis hinaus, die sich im Halbfinale trafen. Das als vorgezogenes Finale deklarierte Duell ging allerdings deutlich an den späteren Weltmeister van Gerwen, der Lewis beim 6:0-Erfolg einen White Wash verpasste. 2014 gewann Lewis mit den UK Open seinen vierten Major-Titel.
Während der PDC World Darts Championship 2015 gelang Lewis das einzige Nine dart finish des Turniers. Gegner im Achtelfinale war hierbei erneut Raymond van Barneveld, gegen den er mit 3:4 verlor und aus dem Turnier ausschied.
Bei der PDC World Darts Championship 2016 erreichte Lewis zum 3. Mal in seiner Karriere das Finale und unterlag dort dem Vorjahressieger Gary Anderson in einer Neuauflage des Finals von 2011 mit 5:7.
Bei der PDC World Darts Championship 2017 unterlag er im Achtelfinale Raymond van Barneveld mit 3:4 Sätzen. Nach der Premier League musste er mehrere Wochen pausieren und kehrte erst wieder zum World Matchplay zurück, bei dem er überraschend das Halbfinale erreichte. Dort scheiterte er mit 9:17 an Phil Taylor.
Bei der PDC World Darts Championship 2018 verlor er überraschend in der ersten Runde gegen den deutschen Kevin Münch, wodurch er in der PDC Order of Merit von Platz 7 auf Platz 21 zurückfiel. Bei einem Qualifikationsturnier für die UK Open fühlte sich Lewis durch seinen Kontrahenten José Justicia provoziert und wurde nach dem Spiel handgreiflich. Lewis wurde daraufhin von der PDC mit einer Geldstrafe und einer dreimonatigen Sperre belegt, die auf sechs Monate zur Bewährung ausgesetzt wurde. Er verlor schließlich sein Auftaktspiel bei den UK Open mit 5:10 gegen Dirk van Duijvenbode. Aufgrund des Abrutschens in der Weltrangliste wurde Lewis weder für die Premier League noch für den World Cup eingeladen. Sowohl beim World Matchplay, bei den Players Championship Finals, als auch beim World Grand Prix war für Lewis bereits in Runde 2 Schluss. Bei der European Darts Championship verlor er sein Erstrundenmatch gegen Dave Chisnall. Auf der Pro Tour erreichte Lewis insgesamt vier Finals, verlor aber jedes Einzelne.
Die Dartsaison 2019 startete für Lewis mit zwei Siegen bei der World Darts Championship und dem anschließenden Ausscheiden gegen Michael van Gerwen trotz eines über 100-Punkte-Averages. Beim Masters und den UK Open verlor er jeweils sein Auftaktspiel knapp mit 9:10. Bis auf einen Viertelfinaleinzug beim Grand Slam of Darts kam Lewis bei keinem Majorturnier über die zweite Runde hinaus. Im März gewann Lewis seinen bis dato letzten PDC-Titel: Beim Players Championship 8 schlug er Raymond van Barneveld im Finale mit 8:3.
Auch das Jahr 2020 lief für Lewis nicht wesentlich besser. Zwar erreichte er bei der Weltmeisterschaft das Achtelfinale und beim World Matchplay und dem Masters jeweils das Viertelfinale, allerdings blieben bei den restlichen Majorturnieren und auch auf der Pro Tour die Erfolge aus. Darüber hinaus musste er seine Teilnahme am World Grand Prix aufgrund einer Erkrankung am Coronavirus absagen.
Bei der PDC World Darts Championship 2021 musste sich Lewis zum Auftakt dem US-Amerikaner Danny Baggish geschlagen geben. Im Folgenden gelang ihm weder die Qualifikation für das World Matchplay und den World Grand Prix noch für die European Darts Championship. Bei den Players Championships gelang ihm im Oktober ein Finaleinzug, beim Masters schied er im Viertelfinale gegen den topgesetzten Gerwyn Price aus und bei den UK Open 2021 verlor er zum Auftakt in der vierten Runde gegen Ryan Searle.
Über die PDC Pro Tour Order of Merit qualifiziert, schied Lewis bei der PDC World Darts Championship 2022 nach dem Auftaktsieg gegen Matt Campbell im Duell der ehemaligen Weltmeister mit 1:3 gegen Gary Anderson aus. Bei den UK Open besiegte er zunächst Fabian Schmutzler mit einem Average von 108,65 Punkten mit 6:0, verlor jedoch anschließend in Runde 4 mit 7:10 gegen Ryan Searle. Am 10. Juli gewann Lewis durch den Sieg beim Players Championship 20 erstmals nach 1211 Tagen wieder einen PDC-Titel. Auf dem Weg zum Titel schlug er unter anderem Jonny Clayton, Nathan Aspinall und im Finale Boris Kolzow mit 8:4. Durch den Erfolg sicherte sich Lewis gleichzeitig auch die Teilnahme am World Matchplay.
Ende April 2023 kündigte Lewis eine Pause vom Dartsport auf unbestimmte Zeit an. Aufgrund der Inaktivität verlor er im Juli 2024 erstmals nach fast zwei Jahrzehnten einen Platz unter den Top 64 der PDC Order of Merit.

### 9-Darter
- Am 22. September 2008 beim 6:2-Sieg gegen  James Wade in der Gruppenphase der Champions League Darts 2008
- Am 5. September 2009 beim 6:4-Sieg gegen  Carlos Rodríguez im Finale des 23. Players Championships 2009
- Am 3. Januar 2011 beim 7:5-Satzsieg gegen  Gary Anderson im Finale der World Darts Championship 2011
- Am 31. Juli 2011 beim 11:10-Sieg gegen  Raymond van Barneveld im Halbfinale der European Darts Championship 2011
- Am 15. März 2014 beim 6:2-Sieg gegen  Joe Cullen in der 2. Runde des 1. Players Championships 2014
- Am 23. November 2014 bei der 5:6-Niederlage gegen  Wes Newton in der 3. Runde des 20. Players Championships 2014
- Am 30. Dezember 2014 bei der 3:4-Satzniederlage gegen  Raymond van Barneveld im Achtelfinale der World Darts Championship 2015
- Am 8. April 2016 beim 6:1-Sieg gegen  Ray Campbell in der 1. Runde des 3. Players Championships 2016
- Am 14. April 2016 beim 7:5-Sieg gegen  James Wade am 11. Spieltag der Premier League Darts 2016
- Am 26. Februar 2017 bei der 3:6-Niederlage gegen  John Henderson in der 1. Runde des 2. Players Championships 2017
- Am 13. April 2017 beim 7:4-Sieg gegen  Raymond van Barneveld am 11. Spieltag der Premier League Darts
- Am 27. Juni 2018 beim 6:3-Sieg gegen  Daryl Gurney im Achtelfinale des 16. Players Championships 2018
- Am 26. Februar 2021 bei der 5:6-Niederlage gegen  Jeff Smith in der 2. Runde des 2. Players Championships 2021

(Stand: 10. Juli 2022)

## Weltmeisterschaftsresultate

### PDC
- 2006: Viertelfinale (3:5-Niederlage gegen  Peter Manley)
- 2007: Achtelfinale (3:4-Niederlage gegen  Andy Jenkins)
- 2008: Viertelfinale (2:5-Niederlage gegen  Kevin Painter)
- 2009: 2. Runde (3:4-Niederlage gegen  Paul Nicholson)
- 2010: Viertelfinale (0:5-Niederlage gegen  Phil Taylor)
- 2011: Sieger (7:5-Sieg gegen  Gary Anderson)
- 2012: Sieger (7:3-Sieg gegen  Andy Hamilton)
- 2013: Viertelfinale (4:5-Niederlage gegen  Michael van Gerwen)
- 2014: Halbfinale (0:6-Niederlage gegen  Michael van Gerwen)
- 2015: Achtelfinale (3:4-Niederlage gegen  Raymond van Barneveld)
- 2016: Finale (5:7-Niederlage gegen  Gary Anderson)
- 2017: Achtelfinale (3:4-Niederlage gegen  Raymond van Barneveld)
- 2018: 1. Runde (1:3-Niederlage gegen  Kevin Münch)
- 2019: Achtelfinale (1:4-Niederlage gegen  Michael van Gerwen)
- 2020: Achtelfinale (3:4-Niederlage gegen  Dimitri Van den Bergh)
- 2021: 2. Runde (1:3-Niederlage gegen  Danny Baggish)
- 2022: 2. Runde (1:3-Niederlage gegen  Gary Anderson)
- 2023: 2. Runde (0:3-Niederlage gegen  Damon Heta)

## Turnierergebnisse
| Turnier                                    | 2003               | 2004                           | 2005                           | 2006                           | 2007                           | 2008                           | 2009                           | 2010                           | 2011                           | 2012                           | 2013                           | 2014                           | 2015                           | 2016                           | 2017                           | 2018                           | 2019                           | 2020                           | 2021                           | 2022                           | 2023                           | 2024                           |
| ------------------------------------------ | ------------------ | ------------------------------ | ------------------------------ | ------------------------------ | ------------------------------ | ------------------------------ | ------------------------------ | ------------------------------ | ------------------------------ | ------------------------------ | ------------------------------ | ------------------------------ | ------------------------------ | ------------------------------ | ------------------------------ | ------------------------------ | ------------------------------ | ------------------------------ | ------------------------------ | ------------------------------ | ------------------------------ | ------------------------------ |
| BDO-Major-Turniere                         |                    |                                |                                |                                |                                |                                |                                |                                |                                |                                |                                |                                |                                |                                |                                |                                |                                |                                |                                |                                |                                |                                |
| World Masters                              | R1                 | nicht teilgenommen             | nicht teilgenommen             | nicht teilgenommen             | nicht teilgenommen             | nicht teilgenommen             | nicht teilgenommen             | nicht teilgenommen             | nicht teilgenommen             | nicht teilgenommen             | nicht teilgenommen             | nicht teilgenommen             | nicht teilgenommen             | nicht teilgenommen             | nicht teilgenommen             | nicht teilgenommen             | nicht teilgenommen             | n/a                            | n/a                            | Verband insolvent              | Verband insolvent              | Verband insolvent              |
| WDF-Platin-/Major-Turniere                 |                    |                                |                                |                                |                                |                                |                                |                                |                                |                                |                                |                                |                                |                                |                                |                                |                                |                                |                                |                                |                                |                                |
| International League                       | nicht teilgenommen | nicht teilgenommen             | nicht teilgenommen             | nicht teilgenommen             | HF                             | nicht ausgetragen              | nicht ausgetragen              | nicht ausgetragen              | nicht ausgetragen              | nicht ausgetragen              | nicht ausgetragen              | nicht ausgetragen              | nicht ausgetragen              | nicht ausgetragen              | nicht ausgetragen              | nicht ausgetragen              | nicht ausgetragen              | nicht ausgetragen              | nicht ausgetragen              | nicht ausgetragen              | nicht ausgetragen              | nicht ausgetragen              |
| World Trophy                               | nicht teilgenommen | nicht teilgenommen             | nicht teilgenommen             | nicht teilgenommen             | AF                             | nicht ausgetragen              | nicht ausgetragen              | nicht ausgetragen              | nicht ausgetragen              | nicht ausgetragen              | nicht ausgetragen              | nicht teilgenommen             | nicht teilgenommen             | nicht teilgenommen             | nicht teilgenommen             | nicht teilgenommen             | nicht teilgenommen             | nicht ausgetragen              | nicht ausgetragen              | nicht ausgetragen              | nicht ausgetragen              | nicht ausgetragen              |
| PDC-Ranking-Turniere                       |                    |                                |                                |                                |                                |                                |                                |                                |                                |                                |                                |                                |                                |                                |                                |                                |                                |                                |                                |                                |                                |                                |
| Weltmeisterschaft                          | n/t                | n/q                            | n/q                            | VF                             | AF                             | VF                             | R2                             | VF                             | S                              | S                              | VF                             | HF                             | AF                             | F                              | AF                             | R1                             | AF                             | AF                             | R2                             | R2                             | R2                             | n/t                            |
| UK Open                                    | n/t                | R3                             | AF                             | R5                             | R5                             | R4                             | R4                             | VF                             | R3                             | R4                             | VF                             | S                              | R3                             | AF                             | R4                             | R3                             | R4                             | R4                             | R4                             | R4                             | R5                             | n/t                            |
| Las Vegas Desert Classic                   | n/t                | R1                             | R1                             | R1                             | VF                             | AF                             | VF                             | nicht ausgetragen              | nicht ausgetragen              | nicht ausgetragen              | nicht ausgetragen              | nicht ausgetragen              | nicht ausgetragen              | nicht ausgetragen              | nicht ausgetragen              | nicht ausgetragen              | nicht ausgetragen              | nicht ausgetragen              | nicht ausgetragen              | nicht ausgetragen              | nicht ausgetragen              | nicht ausgetragen              |
| World Matchplay                            | n/t                | n/q                            | VF                             | AF                             | HF                             | R1                             | VF                             | R1                             | HF                             | VF                             | F                              | VF                             | AF                             | HF                             | HF                             | AF                             | R1                             | VF                             | n/q                            | R1                             | n/t                            | n/t                            |
| World Grand Prix                           | n/t                | AF                             | n/q                            | AF                             | VF                             | AF                             | VF                             | F                              | R1                             | AF                             | AF                             | AF                             | AF                             | AF                             | R1                             | AF                             | AF                             | n/q                            | n/q                            | AF                             | n/t                            | n/t                            |
| European Championship                      | nicht ausgetragen  | nicht ausgetragen              | nicht ausgetragen              | nicht ausgetragen              | nicht ausgetragen              | F                              | R1                             | R1                             | F                              | R1                             | S                              | R1                             | HF                             | n/q                            | n/q                            | R1                             | R1                             | nicht qualifiziert             | nicht qualifiziert             | nicht qualifiziert             | n/t                            | n/t                            |
| Grand Slam                                 | nicht ausgetragen  | nicht ausgetragen              | nicht ausgetragen              | nicht ausgetragen              | kein Ranking-Turnier           | kein Ranking-Turnier           | kein Ranking-Turnier           | kein Ranking-Turnier           | kein Ranking-Turnier           | kein Ranking-Turnier           | kein Ranking-Turnier           | kein Ranking-Turnier           | VF                             | GP                             | n/q                            | n/q                            | VF                             | nicht qualifiziert             | nicht qualifiziert             | nicht qualifiziert             | n/t                            | n/t                            |
| Players Championship Finals                | nicht ausgetragen  | nicht ausgetragen              | nicht ausgetragen              | nicht ausgetragen              | nicht ausgetragen              | nicht ausgetragen              | R1                             | VF                             | R1                             | AF                             | AF                             | F                              | F                              | R2                             | AF                             | R2                             | R2                             | R1                             | R2                             | R1                             | n/t                            | n/t                            |
| PDC-Turniere ohne Einfluss auf das Ranking |                    |                                |                                |                                |                                |                                |                                |                                |                                |                                |                                |                                |                                |                                |                                |                                |                                |                                |                                |                                |                                |                                |
| The Masters                                | nicht ausgetragen  | nicht ausgetragen              | nicht ausgetragen              | nicht ausgetragen              | nicht ausgetragen              | nicht ausgetragen              | nicht ausgetragen              | nicht ausgetragen              | nicht ausgetragen              | nicht ausgetragen              | F                              | VF                             | HF                             | AF                             | HF                             | n/q                            | AF                             | VF                             | HF                             | n/q                            | n/q                            | n/t                            |
| Premier League                             | n/a                | n/a                            | n/t                            | n/t                            | 7.                             | HF                             | n/t                            | 7.                             | F                              | 6.                             | 8.                             | 6.                             | 6.                             | HF                             | 8.                             | nicht eingeladen               | nicht eingeladen               | nicht eingeladen               | nicht eingeladen               | nicht eingeladen               | nicht eingeladen               | nicht eingeladen               |
| World Cup of Darts                         | nicht ausgetragen  | nicht ausgetragen              | nicht ausgetragen              | nicht ausgetragen              | nicht ausgetragen              | nicht ausgetragen              | nicht ausgetragen              | n/t                            | n/a                            | S                              | S                              | F                              | S                              | S                              | HF                             | nicht teilgenommen             | nicht teilgenommen             | nicht teilgenommen             | nicht teilgenommen             | nicht teilgenommen             | nicht teilgenommen             | nicht teilgenommen             |
| US Open                                    | nicht ausgetragen  | nicht ausgetragen              | nicht ausgetragen              | F                              | n/t                            | R3                             | nicht ausgetragen              | nicht ausgetragen              | nicht ausgetragen              | nicht ausgetragen              | nicht ausgetragen              | nicht ausgetragen              | nicht ausgetragen              | nicht ausgetragen              | nicht ausgetragen              | nicht ausgetragen              | nicht ausgetragen              | nicht ausgetragen              | nicht ausgetragen              | nicht ausgetragen              | nicht ausgetragen              | nicht ausgetragen              |
| Champions League                           | nicht ausgetragen  | nicht ausgetragen              | nicht ausgetragen              | nicht ausgetragen              | nicht ausgetragen              | nicht ausgetragen              | nicht ausgetragen              | nicht ausgetragen              | nicht ausgetragen              | nicht ausgetragen              | nicht ausgetragen              | nicht ausgetragen              | nicht ausgetragen              | GP                             | GP                             | n/q                            | n/q                            | nicht ausgetragen              | nicht ausgetragen              | nicht ausgetragen              | nicht ausgetragen              | nicht ausgetragen              |
| Championship League                        | nicht ausgetragen  | nicht ausgetragen              | nicht ausgetragen              | nicht ausgetragen              | nicht ausgetragen              | GP                             | 5.                             | GP                             | GP                             | GP                             | GP                             | nicht ausgetragen              | nicht ausgetragen              | nicht ausgetragen              | nicht ausgetragen              | nicht ausgetragen              | nicht ausgetragen              | nicht ausgetragen              | nicht ausgetragen              | nicht ausgetragen              | nicht ausgetragen              | nicht ausgetragen              |
| World Series Finals                        | nicht ausgetragen  | nicht ausgetragen              | nicht ausgetragen              | nicht ausgetragen              | nicht ausgetragen              | nicht ausgetragen              | nicht ausgetragen              | nicht ausgetragen              | nicht ausgetragen              | nicht ausgetragen              | nicht ausgetragen              | nicht ausgetragen              | HF                             | VF                             | R1                             | n/q                            | n/q                            | n/t                            | n/q                            | n/t                            | n/t                            | n/t                            |
| Grand Slam                                 | nicht ausgetragen  | nicht ausgetragen              | nicht ausgetragen              | nicht ausgetragen              | AF                             | GP                             | GP                             | GP                             | HF                             | GP                             | HF                             | GP                             | Ranking-Turnier                | Ranking-Turnier                | Ranking-Turnier                | Ranking-Turnier                | Ranking-Turnier                | Ranking-Turnier                | Ranking-Turnier                | Ranking-Turnier                | Ranking-Turnier                | Ranking-Turnier                |
| Karrierestatistiken                        |                    |                                |                                |                                |                                |                                |                                |                                |                                |                                |                                |                                |                                |                                |                                |                                |                                |                                |                                |                                |                                |                                |
| Jahresendplatzierung                       | ?                  | 50                             | 20                             | 5                              | 5                              | 6                              | 8                              | 5                              | 2                              | 2                              | 3                              | 3                              | 5                              | 5                              | 7                              | 16                             | 13                             | 21                             | 35                             | 33                             | 44                             | 94                             |
| Verband                                    | BDO                | Professional Darts Corporation | Professional Darts Corporation | Professional Darts Corporation | Professional Darts Corporation | Professional Darts Corporation | Professional Darts Corporation | Professional Darts Corporation | Professional Darts Corporation | Professional Darts Corporation | Professional Darts Corporation | Professional Darts Corporation | Professional Darts Corporation | Professional Darts Corporation | Professional Darts Corporation | Professional Darts Corporation | Professional Darts Corporation | Professional Darts Corporation | Professional Darts Corporation | Professional Darts Corporation | Professional Darts Corporation | Professional Darts Corporation |

| Legende zu den Turnierergebnissen | Legende zu den Turnierergebnissen | Legende zu den Turnierergebnissen | Legende zu den Turnierergebnissen | Legende zu den Turnierergebnissen | Legende zu den Turnierergebnissen | Legende zu den Turnierergebnissen | Legende zu den Turnierergebnissen | Legende zu den Turnierergebnissen | Legende zu den Turnierergebnissen |
| --------------------------------- | --------------------------------- | --------------------------------- | --------------------------------- | --------------------------------- | --------------------------------- | --------------------------------- | --------------------------------- | --------------------------------- | --------------------------------- |
| n/t                               | nicht teilgenommen                | n/q                               | nicht qualifiziert                | n/a                               | nicht ausgetragen                 | #R                                | Aus in jeweiliger Runde           | GP                                | Aus in der Gruppenphase           |
| AF                                | Achtelfinalist                    | VF                                | Viertelfinalist                   | HF                                | Halbfinalist                      | F                                 | Turnierfinalist                   | S                                 | Turniersieger                     |

## Titel

### BDO
- Weitere
  - 2003: British Teenage Open

### PDC
- Majors
  - PDC World Darts Championship: (2) 2011, 2012
  - UK Open: (1) 2014
  - European Darts Championship: (1) 2013
  - World Cup of Darts: (4) 2012, 2013, 2015, 2016
- Pro Tour
  - Players Championships:
    - Players Championships 2005: 6
    - Players Championships 2006: 7
    - Players Championships 2009: 23, 25
    - Players Championships 2010: 6, 25
    - Players Championships 2013: 9
    - Players Championships 2015: 3, 5
    - Players Championships 2017: 5
    - Players Championships 2019: 8
    - Players Championships 2022: 20

  - UK Open Qualifiers:
    - UK Open Qualifiers 2005/06: 3
    - UK Open Qualifiers 2011: 3
    - UK Open Qualifiers 2015: 1
    - UK Open Qualifiers 2016: 1

  - European Darts Tour
    - European Darts Tour 2012: (1) German Darts Masters
- World Series of Darts
  - World Series of Darts 2015: (1) Auckland Darts Masters
- Weitere
  - 2004: Chris de Roo Open